# Dolichopus zetterstedti
Dolichopus zetterstedti är en tvåvingeart som beskrevs av Christian Stenhammar 1851. Dolichopus zetterstedti ingår i släktet Dolichopus och familjen styltflugor. Arten är reproducerande i Sverige. Inga underarter finns listade i Catalogue of Life.